# 釣り雑誌
釣り雑誌（つりざっし）は、釣りを題材とした専門雑誌である。近年はインターネット（SNS）の普及により、部数減や雑誌の休刊が相次いでいる。

## 刊行中の雑誌

### 総合誌
- つり人 (つり人社) (月刊)

### 海の餌釣り雑誌
- つり情報 (辰巳出版) (隔週刊) - 沖釣り専門誌。かつては大陸書房出版されていた。辰巳出版に移籍した際に主婦と生活社磯・投げ情報と分化。
- 磯・投げ情報 (海悠出版発行、主婦と生活社発売)（月刊） - つり情報から分化した東日本主対象の磯釣り、投げ釣り、堤防釣り専門誌。

### 淡水の餌釣り雑誌
- ボーバー (つり人社) (隔月刊) - ヘラブナ専門誌。
- Carp Fishing (つり人社) (年2回発刊) - 鯉専門誌。
- 鮎釣り (つり人社) (年刊) - 鮎専門誌。
- 渓流 (つり人社) (年2回発刊) - 渓流釣り専門誌。
- へら鮒 (へら鮒) (月刊) - ヘラブナ専門誌
- へら専科 (メディアボーイ) (月刊) - ヘラブナ専門誌

### ルアー・フライ雑誌
- Basser (つり人社)（月刊） - ブラックバス専門誌。
- 鱒の森 (つり人社)（季刊） - 鱒専門誌。関西廣済堂 Troutistの後継誌
- Fly Fisher (つり人社)（月刊） - フライフィッシング専門誌。
- Lure Magazine (内外出版社)（月刊）- ルアー専門誌(事実上ブラックバス専門誌)
- Lure Magazine River (内外出版社)（季刊）- トラウトルアー専門誌。休刊した芸文社のGijieの後継誌(2011年2月にGijieは復刊)
- Gijie (芸文社) (季刊) - トラウト専門誌。一時期休刊していたものの2011年2月に復刊。(休刊中は内外出版社よりLure Magazine Riverを発刊していた)
- Angling Fan (旧:Angling) (コスミック出版) (月刊) - 管理釣り場専門誌。
- BASS WORLD (枻出版社) (月刊) - ブラックバス専門誌
- SALT WORLD (枻出版社) (月刊) - 海のルアー専門誌
- SALT WATER GAME FISHING MAGAZINE(SW) (岳洋社) (月刊) - 海のルアー専門誌
- フライの雑誌 (フライの雑誌社) (季刊) - フライフィッシング専門誌。1987年創刊。

### 地方誌
- North Angler's (つり人社) - 北海道の釣り総合誌。
- 東海釣りガイド (東海釣りガイド) (月刊) - 東海の釣り雑誌。2018年9月号を最後にフリーペーパー化。

## 休刊した雑誌

### 総合誌
- つりMagazine (桃園書房) - 伊藤文八郎が創刊編集長
- フィッシング (廣済堂あかつき) (隔週刊)
- 釣り天 (ワニマガジン社) (隔月刊)
- 日本の魚釣り (アシェット・コレクションズ・ジャパン) (週刊)（1～230号）
- 釣春秋 (釣春秋) 2016年8月号をもって終刊。

### 海の餌釣り雑誌
- 堤防 磯 投げ つり情報 (旧:陸っぱり つり情報) (辰巳出版)
- 石鯛倶楽部 (釣春秋)
- ちぬ倶楽部 (内外出版社) (隔月刊) - 黒鯛釣り専門誌。2022年2月号で季刊誌としては休刊。
- 磯釣りスペシャル (内外出版社) (隔月刊) - 磯釣り専門誌。2022年3月号をもって休刊。
- 釣り丸 (マガジン・マガジン) (隔週刊) - 沖釣り雑誌。1999年創刊。2022年6月1日号をもって休刊。

### 淡水の餌釣り雑誌
- へらぶらつり (岳洋社) (月刊) - へらぶな釣り専門誌
- 月刊へら (桃園書房) (月刊) - へらぶな釣り専門誌

### ルアー・フライ雑誌
- TACKLE BOX (フリーウェイ) 1980年創刊、2002年10月1日休刊 - 現在はDVDマガジンで復刊。
- つりトップ (旧:少年つりトップ) (学研) - ブラックバス専門誌。2000年4月号までは総合誌であった。
- アングリング (廣済堂あかつき) (月刊) - トラウト専門誌「アングリングファン」としてコスミック出版より復活。
- BB TIMES (辰巳出版) - ブラックバス専門誌。
- Crazy Bass (双葉社) - ブラックバス専門誌。
- L&Fマガジン (名光通信社)
- ANGLER'S CREEK (若生出版)
- ルアーフィッシング情報 (主婦と生活社) - ルアー専門誌
- Landing (ランディング社) - ブラックバス、スズキ専門誌。
- バスと釣り人。 (GranadaHiLLs1996) (月刊) - トップウォーター専門誌。
- ヒレピン (あおば出版) - 管理釣り場専門誌
- Fishing Area News (フリーホイール) (隔月刊) - 管理釣り場専門誌
- LURE FIELD (鹿児島通信社) - 九州のルアー雑誌
- トップ堂 (枻出版社) (隔月刊) - トップウォータールアー専門誌。2014年5月号をもって終刊。
- SALT & STREAM (笠倉出版) (月刊) - 海のルアー釣り専門誌。創刊当初はルアー・フライの総合誌であった。2015年8月号をもって終刊。
- SeaBASS Magazine - (フォーシーズンプレス) (隔月刊) - シーバス（鱸）専門誌。1991年創刊。2016年7月号をもって休刊。
- Rod and Reel Trout (地球丸) (季刊) - トラウトルアー専門誌。
- Rod and Reel (地球丸)(月刊) - ルアー・フライ専門誌(事実上ブラックバス専門誌)。2018年6月号をもって終刊。
- Salty! (アトリエ・ボイル) (月刊) - 海のルアー専門誌。2018年10月号をもって休刊[3]。
- SALT WATER (地球丸) (月刊)- 海のルアー専門誌。2019年4月号をもって終刊。
- FlyRodders (地球丸) (隔月刊) - フライフィッシング専門誌。2019年春号をもって終刊。
- Lure Magazine Salt (内外出版社)（季刊）- 海のルアー専門誌。2023年12月21日発売号で休刊。
- Angling Salt (コスミック出版) (月刊) - 海のルアー専門誌。2024年11月21日発売号で休刊。

### 地方誌
- 自然倶楽部 (関西廣済堂) - 東北の釣り総合誌
- LURE FREAK (関西廣済堂) - 東北のルアー釣り誌。1994年9月号で創刊。1998年11月号をもって廃刊。
- Troutist (関西廣済堂) - 東北の鱒釣り誌。つり人社より「鱒の森」という後継誌が発刊されている。
- Fish On (恒和出版) - 東海の釣り総合誌
- 釣りサンデー (関西廣済堂) - 1976年3月創刊の関西の釣り総合週刊誌。2013年11月30日号で終刊[4]。
- 山陰の釣り (よなごプレス社) (月刊) - 山陰地方の釣り雑誌
- 釣恋人 (鹿児島通信社) - 九州の釣り雑誌
- 釣紀行 (ライトハウス出版) (月刊) - 山口県・九州の海釣り総合誌。2012年11月号をもって休刊。
- イカプラス (カタリスト) (3か月に1回発刊) - 東北・北陸のイカ釣り雑誌。2013年冬号をもって休刊。
- HelloFishing (週刊テレビ) (隔週刊) - 東海の釣り雑誌。2013年4月11日号をもって休刊。
- 関西のつり (岳洋社) (月刊) - 関西の釣り総合誌。1964年創刊。2016年5月号をもって休刊[5]。
- レジャーフィッシング (KG情報) (月刊) - 中四国の海釣り雑誌。以前は淡水の記事もあり釣り総合誌であった。